# Pizza al taglio

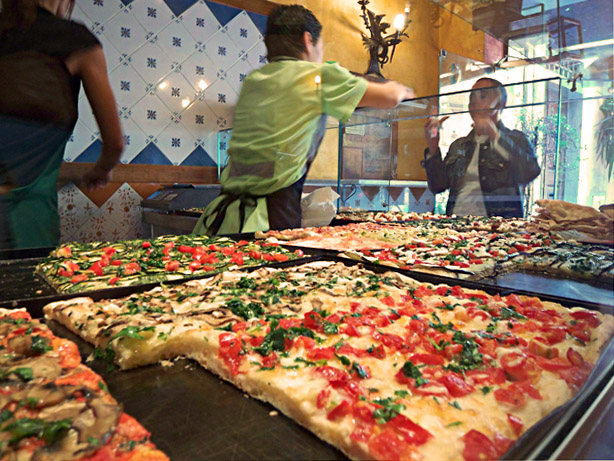
Pizza al taglio a la venta en Roma

Pizza al taglio (en español, «pizza al corte») es una variedad de pizza horneada en grandes bandejas rectangulares, que generalmente se vende en porciones rectangulares o cuadradas por peso, con precios marcados por kilogramo o por 100 gramos. Este tipo de pizza fue inventado en Roma, y es común en toda Italia. Existen muchas variaciones y estilos de pizza al taglio, y el plato está disponible en otras áreas del mundo además de Italia.

## Preparación
En las pizzerías y panaderías italianas más tradicionales, la pizza al taglio suele cocinarse en horno de leña. En los establecimientos modernos, también se suelen utilizar hornos eléctricos. La forma rectangular de la pizza facilita cortarla y dividirla al gusto del cliente, que suele distinguirse por su peso. Este plato se suele consumir como plato informal para llevar, fuera de los restaurantes donde se sirve, como en una plaza.